# 박민호 (1981년)
박민호(1981년 8월 10일 ~ )는 대한민국의 배우이다.

## 학력
- 서일대학교 연극영화학과

## 출연작

### 드라마 & 시트콤
- 《쌍둥이네》 (2001년, KBS2)
- 《막상막하》 (2002년, MBC)
- 《대박가족》 (2002년, SBS)
- 《그대 아직도 꿈꾸고 있는가》 (2004년, MBC) - 백두산 역
- 《형사》 (2003년, SBS)
- 《두근두근 체인지》 (2004년, MBC) - 민호 역
- 《달래네 집》 (2004년, KBS2) - 박민호 역
- 《선택》 (2004년, SBS) - 오정우 역
- 《드라마시티 - 1110호 작가, 310호 배우》 (2006년, KBS2) - 신호 역
- 《그 여자의 선택》 (2006년, KBS2) - 김장우 역

### 영화
- 《마들렌》 (2003년) - 훤칠남 1 역
- 《당신이 잠든 사이에》 (2008년) - 민기 역

### 광고
- 소니 핸디캠
- 칼로스
- SK텔레콤